# Obernorrland

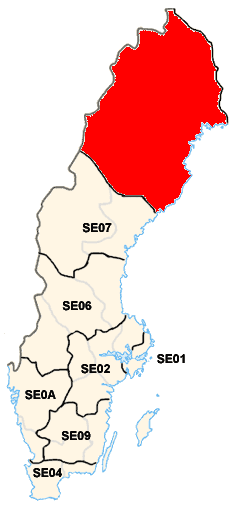
Obernorrland

Obernorrland (schwedisch: Övre Norrland) ist ein Reichsgebiet (riksområde) von Schweden. Reichsgebiete sind Teil der NUTS-Statistikregionen Schwedens und dienen vorwiegend Statistikzwecken. In dem Gebiet Obernorrland leben 525.472 Menschen (2023).

## Geografie
Övre Norrland ist die nördlichste Region Schwedens und bildet einen Teil von Sápmi (Lappland).Es ist die flächenmäßig größte Region Schwedens. Sie grenzt an Norwegen, Finnland und die Riksområde Mittelnorrland.
Die bevölkerungsreichsten Städte sind Umeå, Luleå, Skellefteå, Piteå und Boden.

### Zusammensetzung
Obernorrland besteht aus den folgenden Provinzen (Län)
- Norrbottens län
- Västerbottens län

## Wirtschaft
Das Bruttoinlandsprodukt (BIP) der Region betrug im Jahr 2021 27,911 Mrd. €, was 4,9 % der schwedischen Wirtschaftsleistung entspricht. Das kaufkraftbereinigte Pro-Kopf-BIP betrug im selben Jahr 35.100 € oder 116 % des EU27-Durchschnitts. Das BIP pro Arbeitnehmer lag bei 109 % des EU-Durchschnitts.